# ラベ州
ラベ州（ラベしゅう、フランス語: La région de Labé）は、ギニア共和国の州。州都はラベ。西でボケ州、西南でキンディア州、南でマムー州、東でファラナ州と州境を接し、北でセネガル、マリ共和国と国境を接している。

## 下部行政区画
ラベ州は5つの県に分けられる。

### 県(préfecture)
- クビア県（英語版）(La préfecture de Koubia)
- ラベ県（英語版）(La préfecture de Labé)
- レルーマ県（英語版）(La préfecture de Lélouma)
- マリ県（英語版）(La préfecture de Mali)
- トゥゲ県（英語版）(La préfecture de Tougué)